# Phyllanthus lacunellus
Phyllanthus lacunellus är en emblikaväxtart som beskrevs av Airy Shaw. Phyllanthus lacunellus ingår i släktet Phyllanthus och familjen emblikaväxter. Inga underarter finns listade i Catalogue of Life.